# Batalha de Lissa (1811)
A Batalha de Lissa (também designada por Batalha de Vis; em francês:  Bataille de Lissa; em italiano:  Battaglia di Lissa; em croata:  Viška bitka) foi uma batalha naval entre uma esquadra de fragatas britânica e uma esquadra, numericamente muito superior, de fragatas francesas e embarcações de venezianas de menor dimensão, a 13 de Março de 1811, durante a Campanha do Adriático das Guerras Napoleónicas. A batalha ocorreu no Mar Adriático pela possessão da ilha estrategicamente importante de Lissa, de onde a esquadra britânica partia para abater os navios franceses no Adriático. Os franceses necessitavam de controlar o Adriático para abastecer o seu crescente exército nas Províncias Illyrian, e assim preparar uma força invasora em Março de 1811 de seis fragatas, várias embarcações mais pequenas e um batalhão de soldados italianos.
A força invasora francesa, liderada por Bernard Dubourdieu, cruzou-se com o capitão William Hoste e os seus quatro navios na ilha. Na batalha que se seguiu, Hoste afundou o navio-almirante francês, capturou outros dois e danificou os restantes navios franco-venezianos. A batalha tem sido comemorada como uma importante vitória britânica, principalmente pela grande diferença de forças, e pelo facto de Hoste ser um ex-subordinado do vice-almirante Horatio Nelson. Hoste hasteou uma bandeira a dizer "Lembrem-se de Nelson" à medida que os franceses iam perdendo a batalha; a batalha tem sido referida como "uma das mais brilhantes conquistas navais da guerra".